# 珠晖区
珠晖区为湖南省衡阳市市辖区。全境位于湘江东岸，西北面与雁峰区、石鼓区及衡阳县隔江相望，东面和南面分别与衡东县、衡南县接壤，为衡阳市面积最大、人口最多的市辖区；全区总面积227平方公里，境内有珠晖塔、酃县故城遗址、天子坟、湘南学联旧址等古迹。区人民政府驻湘江东路95号。

## 行政区划
珠晖区下辖7个街道办事处、1个镇、2个乡：
衡州路街道、广东路街道、东风路街道、冶金街道、苗圃街道、粤汉街道、东阳渡街道、茶山坳镇、和平乡、酃湖乡和松林茶场。

## 人口
2020年末，根據全國第七次人口普查統計數據顯示：珠晖区常住人口为337,337人，以非农业人口为主。 
总人口为28.5万人(2003年)，以非农业人口为主，非农业人口达177615人，占总人口的62.3%。

## 历史
珠晖区为2001年4月4日因应衡阳市城区区划调整新成立的市辖区，辖原江东区全境和原郊区四乡镇。
| 2001年湖南省衡阳市区划调整 根据2001年4月4日国务院(国函[2001]34号) | |
| 撤销 市辖区                                                       | 撤销原有四个市辖区：江东区、城南区、城北区、郊区。 |
| 新成立 市辖区                                                     | 新设立四个市辖区：珠晖区、雁峰区、石鼓区、蒸湘区。 |
| 珠晖区                                                            | 辖原江东区的行政区域以及原郊区的和平、酃湖、东阳渡3个乡和茶山坳镇。区政府驻湘江东路。 |
| 雁峰区                                                            | 辖原城南区的雁峰、白沙洲、黄茶岭、天马山、先锋路5个街道和原郊区的湘江乡（不含杨柳村）、岳屏乡（不含联合、岳屏、北塘3个村）以及衡南县的文昌乡。区政府驻湘江南路。                                   |
| 石鼓区                                                            | 辖原城北区的人民路、潇湘、青山、五一、合江5个街道和原郊区的黄沙湾街道、松木乡、西湖乡的五一、建设、友爱、江霞4个村以及原属衡阳县的角山乡。区政府驻司前街。                                         |
| 蒸湘区                                                            | 辖原城北区的蒸湘街道，原城南区的联合街道和原郊区的西湖乡（不含五一、建设、友爱、江霞4个村）、湘江乡的杨柳村、岳屏乡的联合、岳屏、北塘3个村以及衡南县的雨母山乡、衡阳县的呆鹰岭镇。区政府驻船山路。 |

## 交通
- 京广铁路、吉衡铁路、衡柳铁路、湘桂铁路：衡阳站、衡阳北站